# Torneo Clausura 2022 (Liga MX Femenil)
El Torneo Clausura 2022, también llamado Grita México Clausura 2022 fue la X edición del campeonato de liga de la Primera División Femenil de México con el que finaliza la temporada 2021-2022. La Primera División Femenil de México, conocida también como Liga MX Femenil, es la principal liga de fútbol profesional femenil en México la cual está regulada por la Federación Mexicana de Fútbol. Asimismo, este torneo recibió la denominación de "Grita X La Paz" en solidaridad con el pueblo ucraniano en la invasión rusa de 2022 así como en solidaridad con las víctimas del bochornoso suceso del partido Querétaro vs. Atlas de la liga varonil.

## Sistema de competición
El torneo de la Liga MX Femenil, está conformado en dos partes:
- Fase de calificación: Se integra por las 17 jornadas del torneo.
- Fase final: Se integra por los partidos de cuartos de final, semifinal y final, más conocida como liguilla.

### Fase de clasificación
En la fase de clasificación se observó el sistema de puntos. La ubicación en la tabla general, está sujeta a las siguientes condiciones:
- Por juego ganado se obtendrán tres puntos.
- Por juego empatado se obtendrá un punto.
- Por juego perdido no se otorgan puntos.

En esta fase participan los 18 clubes de la Liga MX Femenil jugando en cada torneo todos contra todos durante las 17 jornadas respectivas, a un solo partido.
El orden de los clubes al final de la fase de calificación del torneo corresponderá a la suma de los puntos obtenidos por cada uno de ellos y se presentará en forma descendente. Si al finalizar las 17 jornadas del torneo, dos o más clubes estuviesen empatados en puntos, su posición en la tabla general será determinada atendiendo a los siguientes criterios de desempate:
1. Mejor diferencia entre los goles anotados y recibidos y goles.
2. Mayor número de goles anotados.
3. Marcadores particulares entre los clubes empatados.
4. Mayor número de goles anotados como visitante.
5. Mejor ubicado en la tabla general de cociente
6. Tabla Fair Play
7. Sorteo.

Para determinar los lugares que ocuparán los clubes que participen en la fase final del torneo se tomará como base la tabla general de clasificación.
Participan automáticamente por el título de Campeón de la Liga MX Femenil, los ocho primeros clubes de la tabla general de clasificación al término de las 17 jornadas.

### Fase final
Los ocho clubes calificados para cuartos de final serán reubicados de acuerdo con el lugar que ocupen en la tabla General al término de la jornada 17, con el puesto del número uno al club mejor clasificado, y así hasta el número 8. Los partidos a esta fase se desarrollarán a visita, en las siguientes etapas:
Los clubes vencedores en los partidos de cuartos de final y semifinal serán aquellos que en los dos juegos anoten el mayor número de goles. De existir empate en el número de goles anotados, la posición se definirá a favor del club con mayor cantidad de goles a favor cuando actúe como visitante. Aplicarán las mismas normativas para el orden de enfrentamientos la ronda de semifinales y final.
Si una vez aplicado el criterio anterior los clubes siguieran empatados, se observará la posición de los clubes en la tabla general de clasificación.
Los partidos correspondientes a las fases de visita recíproca se jugarán obligatoriamente los días viernes y lunes, en su caso, exclusivamente en forma descendente, los cuatro clubes mejor clasificados en la tabla general al término de la jornada 17, el día y horario de su partido como local. Los siguientes cuatro clubes podrán elegir únicamente el horario.
El club vencedor de la final y por lo tanto Campeón, será aquel que en los dos partidos anote el mayor número de goles. Si al término del tiempo reglamentario el partido está empatado, se agregarán dos tiempos extras de 15 minutos cada uno. De persistir el empate en estos periodos, se procederá a lanzar tiros penales hasta que resulte un vencedor.
Los partidos de cuartos de final se jugarán de la siguiente manera:
En las semifinales participarán los cuatro clubes vencedores de cuartos de final, reubicándolos del uno al cuatro, de acuerdo a su mejor posición en la tabla General de clasificación al término de la jornada 17 del torneo correspondiente, enfrentándose:
Disputarán el título de Campeón del Torneo de Clausura 2021, los dos clubes vencedores de la fase semifinal correspondiente, reubicándolos del uno al dos, de acuerdo a su mejor posición en la tabla general de clasificación al término de la jornada 17 de cada Torneo.

## Información de los equipos

### Equipos por Entidad Federativa
| Entidad Federativa | N.º | Equipos                   |
| ------------------ | --- | ------------------------- |
| Ciudad de México   | 3   | América, Cruz Azul y UNAM |
| Jalisco            | 2   | Atlas y Guadalajara       |
| Nuevo León         | 2   | Monterrey y Tigres        |
| Aguascalientes     | 1   | Necaxa                    |
| Baja California    | 1   | Tijuana                   |
| Chihuahua          | 1   | Juárez                    |
| Coahuila           | 1   | Santos                    |
| Estado de México   | 1   | Toluca                    |
| Guanajuato         | 1   | León                      |
| Hidalgo            | 1   | Pachuca                   |
| Puebla             | 1   | Puebla                    |
| Querétaro          | 1   | Querétaro                 |
| San Luis Potosí    | 1   | Atlético de San Luis      |
| Sinaloa            | 1   | Mazatlán                  |

### Información de los equipos participantes
| Equipo               | Entrenador            | Ciudad                           | Estadio                   | Capacidad | Patrocinador       | Kit          |
| -------------------- | --------------------- | -------------------------------- | ------------------------- | --------- | ------------------ | ------------ |
| América              | Craig Harrington      | Ciudad de México                 | Azteca                    | 87 000    | AT&T               | Nike         |
| Atlas                | Alejandro Rosales     | Guadalajara, Jalisco             | Jalisco                   | 56 713    |                    | Charly       |
| Atlético de San Luis | Jesús Padrón          | San Luis Potosí, San Luis Potosí | Alfonso Lastras           | 30 000    | Canel's            | Pirma        |
| Cruz Azul            | Carlos Roberto Pérez  | Ciudad de México                 | Instalaciones de La Noria | 400       | Cemento Cruz Azul  | Joma         |
| Guadalajara          | Juan Pablo Alfaro     | Guadalajara, Jalisco             | Akron                     | 49 850    | Sello Rojo         | Puma         |
| Juárez               | Ana Cristina González | Ciudad Juárez, Chihuahua         | Olímpico Benito Juárez    | 19 703    | S-Mart             | Sporelli     |
| León                 | Adrián Martínez       | León, Guanajuato                 | Nou Camp                  | 31 297    | Cementos Fortaleza | Charly       |
| Mazatlán             | Juan Carlos Mendoza   | Mazatlán, Sinaloa                | Mazatlán                  | 25 000    | Banco Azteca       | Pirma        |
| Monterrey            | Eva Espejo            | Monterrey, Nuevo León            | BBVA                      | 53 500    | BBVA México        | Puma         |
| Necaxa               | Gerardo Castillo      | Aguascalientes, Aguascalientes   | Victoria                  | 25 994    | Rolcar             | Pirma        |
| Pachuca              | Juan Carlos Cacho     | Pachuca, Hidalgo                 | Hidalgo                   | 30 000    | Cementos Fortaleza | Charly       |
| Puebla               | Pablo Luna            | Puebla, Puebla                   | Cuauhtémoc                | 51 726    | Baz                | Umbro        |
| Querétaro            | Carla Rossi           | Querétaro, Querétaro             | Olímpico Alameda          | 4 600     | Pedigree           | Charly       |
| Santos               | Jorge Campos Valadez  | Torreón, Coahuila                | Corona                    | 30 000    | Soriana            | Charly       |
| Tigres               | Roberto Medina        | Monterrey, Nuevo León            | Universitario             | 41 615    | Cemex              | Adidas       |
| Tijuana              | Fabiola Vargas        | Tijuana, Baja California         | Caliente                  | 27 333    | Caliente           | Charly       |
| Toluca               | Gabriel Velasco       | Toluca, Estado de México         | Nemesio Díez              | 30 000    | Arabela            | Under Armour |
| UNAM                 | Karina Báez           | Ciudad de México                 | Olímpico Universitario    | 72 000    | DHL                | Nike         |

#### Sedes alternas
| Equipo      | Ciudad                    | Estadio                                           | Capacidad |
| ----------- | ------------------------- | ------------------------------------------------- | --------- |
| América     | Ciudad de México          | Cancha Centenario No. 5 Club América              | 2 000     |
| Atlas       | Guadalajara, Jalisco      | Alfredo "Pistache" Torres                         | 3 000     |
| Atlas       | Guadalajara, Jalisco      | Centro de Capacitación de Fútbol Atlas FC (CECAF) | 0         |
| Guadalajara | Guadalajara, Jalisco      | Verde Valle - Cancha 2                            | 2 000     |
| Monterrey   | Monterrey, Nuevo León     | El Barrial                                        | 1 000     |
| Toluca      | Metepec, Estado de México | Instalaciones de Metepec - Cancha 2               | 1 000     |
| UNAM        | Ciudad de México          | La Cantera                                        | 2 000     |

### Cambios de entrenadores
| Equipo            | Entrenador (jornadas)                                                |
| ----------------- | -------------------------------------------------------------------- |
| Necaxa            | Jesús Alejandro Palacios (1 - 5) Gerardo Castillo (6 - )             |
| Pachuca           | Octavio Valdez (1 - 13) Gloria Rangel (14) Juan Carlos Cacho (15 - ) |
| Atlético San Luis | Jesús Padrón (1 - 17)                                                |
| Juárez            | Ana Cristina González (1 - 17)                                       |
| América           | Craig Harrington (1 - cuartos de vuelta)                             |
| Tijuana           | Fabiola Vargas (1 - cuartos de vuelta)                               |

## Torneo Regular
- El Calendario completo según la página oficial.
- Los horarios son correspondientes al Tiempo del Centro de México (UTC-6 y UTC-5 en horario de verano).[11]

| Jornada 1 | Jornada 1 | Jornada 1            | Jornada 1              | Jornada 1     | Jornada 1 | Jornada 1    | Jornada 1  | Jornada 1 | Jornada 1 |
| Local     | Resultado | Visitante            | Estadio                | Fecha         | Hora      | Espectadores | Amonestado | Expulsado |           |
| --------- | --------- | -------------------- | ---------------------- | ------------- | --------- | ------------ | ---------- | --------- | --------- |
| Mazatlán  | 1 – 2     | Cruz Azul            | Mazatlán               | 7 de enero    | 20:00     | 626          | 0          | 0         |           |
| UNAM      | 1 – 0     | León                 | Olímpico Universitario | 8 de enero    | 12:00     | 616          | 0          | 0         |           |
| Puebla    | 1 – 3     | Toluca               | Cuauhtémoc             | 9 de enero    | 12:00     | 506          | 3          | 0         |           |
| Juárez    | 0 – 1     | Atlético de San Luis | Olímpico Benito Juárez | 9 de enero    | 20:00     | 822          | 3          | 0         |           |
| Necaxa    | 1 – 3     | Tigres UANL          | Victoria               | 10 de enero   | 17:00     | 1,436        | 2          | 0         |           |
| América   | 1 – 1     | Atlas                | Azteca                 | 10 de enero   | 19:00     | 2,569        | 4          | 1         |           |
| Pachuca   | 1 – 4     | Guadalajara          | Hidalgo                | 10 de enero   | 21:00     | 2,362        | 1          | 0         |           |
| Tijuana   | 2 – 1     | Santos Laguna        | Caliente               | 10 de enero   | 21:00     | 633          | 3          | 0         |           |
| Monterrey | 3 – 0     | Querétaro            | BBVA                   | 21 de febrero | 21:00     | 3,577        | 5          | 0         |           |

| Jornada 2            | Jornada 2 | Jornada 2   | Jornada 2               | Jornada 2   | Jornada 2 | Jornada 2    | Jornada 2  | Jornada 2 | Jornada 2 |
| Local                | Resultado | Visitante   | Estadio                 | Fecha       | Hora      | Espectadores | Amonestado | Expulsado |           |
| -------------------- | --------- | ----------- | ----------------------- | ----------- | --------- | ------------ | ---------- | --------- | --------- |
| UNAM                 | 0 – 1     | América     | Olímpico Universitario  | 15 de enero | 12:00     | 1,994        | 7          | 0         |           |
| Querétaro            | 0 – 2     | Pachuca     | Olímpico Alameda        | 15 de enero | 17:00     | 1,732        | 3          | 0         |           |
| Puebla               | 0 – 3     | Monterrey   | Cuauhtémoc              | 16 de enero | 12:00     | 795          | 0          | 0         |           |
| Atlas                | 1 – 1     | Mazatlán    | Jalisco                 | 17 de enero | 12:00     | 117          | 3          | 0         |           |
| Toluca               | 3 – 3     | Tijuana     | Nemesio Díez            | 17 de enero | 17:00     | 923          | 1          | 0         |           |
| Tigres UANL          | 1 – 1     | Guadalajara | Universitario           | 17 de enero | 19:00     | 4,685        | 1          | 0         |           |
| León                 | 1 – 3     | Juárez      | Nou Camp                | 17 de enero | 21:00     | 250          | 5          | 1         |           |
| Atlético de San Luis | 1 – 1     | Cruz Azul   | Alfonso Lastras Ramírez | 18 de enero | 17:00     | 669          | 1          | 1         |           |
| Santos Laguna        | 1 – 1     | Necaxa      | Corona                  | 19 de enero | 19:00     | 388          | 2          | 0         |           |

| Jornada 3   | Jornada 3 | Jornada 3            | Jornada 3                 | Jornada 3     | Jornada 3 | Jornada 3    | Jornada 3  | Jornada 3 | Jornada 3 |
| Local       | Resultado | Visitante            | Estadio                   | Fecha         | Hora      | Espectadores | Amonestado | Expulsado |           |
| ----------- | --------- | -------------------- | ------------------------- | ------------- | --------- | ------------ | ---------- | --------- | --------- |
| Atlas       | 1 – 0     | Santos Laguna        | Jalisco                   | 22 de enero   | 12:00     | 117          | 2          | 0         |           |
| Cruz Azul   | 0 – 1     | Querétaro            | Instalaciones de La Noria | 22 de enero   | 12:00     | 0            | 8          | 0         |           |
| Mazatlán    | 0 – 0     | Puebla               | Mazatlán                  | 23 de enero   | 19:00     | 748          | 1          | 0         |           |
| Necaxa      | 1 – 0     | UNAM                 | Victoria                  | 24 de enero   | 17:00     | 0            | 2          | 0         |           |
| América     | 0 – 2     | Monterrey            | Azteca                    | 24 de enero   | 19:00     | 3,180        | 6          | 1         |           |
| Pachuca     | 3 – 0     | León                 | Hidalgo                   | 24 de enero   | 19:00     | 1,972        | 0          | 0         |           |
| Guadalajara | 2 – 0     | Toluca               | Akron                     | 24 de enero   | 21:00     | 302          | 0          | 0         |           |
| Tijuana     | 2 – 2     | Atlético de San Luis | Caliente                  | 24 de enero   | 21:00     | 733          | 1          | 1         |           |
| Juárez      | 1 – 2     | Tigres UANL          | Olímpico Benito Juárez    | 23 de febrero | 21:00     | 1,675        | 3          | 0         |           |

| Jornada 4            | Jornada 4 | Jornada 4   | Jornada 4                 | Jornada 4   | Jornada 4 | Jornada 4    | Jornada 4  | Jornada 4 | Jornada 4 |
| Local                | Resultado | Visitante   | Estadio                   | Fecha       | Hora      | Espectadores | Amonestado | Expulsado |           |
| -------------------- | --------- | ----------- | ------------------------- | ----------- | --------- | ------------ | ---------- | --------- | --------- |
| Cruz Azul            | 1 – 0     | Juárez      | Instalaciones de La Noria | 27 de enero | 12:00     | 0            | 2          | 1         |           |
| Puebla               | 1 – 2     | Pachuca     | Cuauhtémoc                | 27 de enero | 15:45     | 535          | 1          | 0         |           |
| León                 | 1 – 1     | Tijuana     | Nou Camp                  | 27 de enero | 19:00     | 222          | 4          | 0         |           |
| Monterrey            | 4 – 0     | Mazatlán    | BBVA                      | 27 de enero | 20:00     | 1,645        | 2          | 0         |           |
| Santos Laguna        | 1 – 0     | Toluca      | Corona                    | 27 de enero | 21:00     | 400          | 3          | 1         |           |
| Necaxa               | 0 – 3     | Guadalajara | Victoria                  | 28 de enero | 12:00     | 0            | 1          | 0         |           |
| Atlético de San Luis | 1 – 4     | América     | Alfonso Lastras Ramírez   | 28 de enero | 17:00     | 0            | 3          | 0         |           |
| Querétaro            | 0 – 0     | UNAM        | Olímpico Alameda          | 28 de enero | 17:00     | 882          | 6          | 1         |           |
| Tigres UANL          | 5 – 1     | Atlas       | Universitario             | 28 de enero | 19:00     | 1,978        | 1          | 0         |           |

| Jornada 5   | Jornada 5 | Jornada 5            | Jornada 5               | Jornada 5   | Jornada 5 | Jornada 5    | Jornada 5  | Jornada 5 | Jornada 5 |
| Local       | Resultado | Visitante            | Estadio                 | Fecha       | Hora      | Espectadores | Amonestado | Expulsado |           |
| ----------- | --------- | -------------------- | ----------------------- | ----------- | --------- | ------------ | ---------- | --------- | --------- |
| Toluca      | 1 – 3     | Pachuca              | Nemesio Díez            | 30 de enero | 10:00     | 618          | 2          | 0         |           |
| Atlas       | 1 – 0     | Puebla               | Jalisco                 | 31 de enero | 12:00     | 216          | 2          | 0         |           |
| América     | 3 – 0     | Necaxa               | Cancha Centenario No. 5 | 31 de enero | 15:45     | 840          | 1          | 0         |           |
| Juárez      | 1 – 3     | Monterrey            | Olímpico Benito Juárez  | 31 de enero | 18:00     | 748          | 4          | 0         |           |
| Guadalajara | 1 – 0     | Cruz Azul            | Akron                   | 31 de enero | 19:00     | 273          | 0          | 0         |           |
| León        | 4 – 2     | Querétaro            | Nou Camp                | 31 de enero | 19:00     | 125          | 1          | 0         |           |
| UNAM        | 4 – 0     | Santos Laguna        | Olímpico Universitario  | 31 de enero | 20:00     | 815          | 0          | 0         |           |
| Mazatlán    | 1 – 0     | Atlético de San Luis | Mazatlán                | 31 de enero | 20:00     | 803          | 4          | 0         |           |
| Tijuana     | 1 – 1     | Tigres UANL          | Caliente                | 31 de enero | 21:00     | 1,733        | 4          | 0         |           |

| Jornada 6            | Jornada 6 | Jornada 6   | Jornada 6                 | Jornada 6    | Jornada 6 | Jornada 6    | Jornada 6  | Jornada 6 | Jornada 6 |
| Local                | Resultado | Visitante   | Estadio                   | Fecha        | Hora      | Espectadores | Amonestado | Expulsado |           |
| -------------------- | --------- | ----------- | ------------------------- | ------------ | --------- | ------------ | ---------- | --------- | --------- |
| Querétaro            | 2 – 2     | Guadalajara | Olímpico Alameda          | 4 de febrero | 17:00     | 1,687        | 5          | 1         |           |
| Mazatlán             | 2 – 4     | Tigres UANL | Mazatlán                  | 4 de febrero | 20:00     | 1,555        | 1          | 0         |           |
| Cruz Azul            | 1 – 3     | América     | Instalaciones de La Noria | 5 de febrero | 12:00     | 0            | 6          | 0         |           |
| Puebla               | 2 – 0     | Tijuana     | Cuauhtémoc                | 6 de febrero | 12:00     | 440          | 0          | 0         |           |
| Atlético de San Luis | 2 – 2     | Toluca      | Alfonso Lastras Ramírez   | 6 de febrero | 17:00     | 0            | 6          | 1         |           |
| Necaxa               | 1 – 1     | Atlas       | Victoria                  | 7 de febrero | 17:00     | 748          | 5          | 1         |           |
| Pachuca              | 3 – 1     | Juárez      | Hidalgo                   | 7 de febrero | 17:00     | 2,931        | 3          | 0         |           |
| Monterrey            | 5 – 2     | UNAM        | BBVA                      | 7 de febrero | 19:00     | 3,058        | 1          | 0         |           |
| Santos Laguna        | 1 – 3     | León        | Corona                    | 7 de febrero | 19:00     | 319          | 3          | 0         |           |

| Jornada 7   | Jornada 7 | Jornada 7            | Jornada 7              | Jornada 7     | Jornada 7 | Jornada 7    | Jornada 7  | Jornada 7 | Jornada 7 |
| Local       | Resultado | Visitante            | Estadio                | Fecha         | Hora      | Espectadores | Amonestado | Expulsado |           |
| ----------- | --------- | -------------------- | ---------------------- | ------------- | --------- | ------------ | ---------- | --------- | --------- |
| León        | 1 – 4     | América              | Nou Camp               | 10 de febrero | 19:00     | 2,789        | 3          | 0         |           |
| Tigres UANL | 2 – 0     | Puebla               | Universitario          | 10 de febrero | 19:00     | 3,661        | 5          | 0         |           |
| Tijuana     | 1 – 1     | Pachuca              | Caliente               | 10 de febrero | 21:00     | 933          | 0          | 0         |           |
| Querétaro   | 2 – 1     | Mazatlán             | Olímpico Alameda       | 11 de febrero | 17:00     | 550          | 3          | 0         |           |
| Toluca      | 1 – 3     | Monterrey            | Nemesio Díez           | 11 de febrero | 17:00     | 1,652        | 2          | 0         |           |
| UNAM        | 1 – 1     | Cruz Azul            | Olímpico Universitario | 12 de febrero | 12:00     | 1,816        | 3          | 0         |           |
| Atlas       | 1 – 1     | Atlético de San Luis | Jalisco                | 12 de febrero | 12:00     | 159          | 4          | 0         |           |
| Guadalajara | 1 – 0     | Santos Laguna        | Akron                  | 13 de febrero | 10:30     | 68           | 4          | 0         |           |
| Juárez      | 2 – 3     | Necaxa               | Olímpico Benito Juárez | 13 de febrero | 13:45     | 678          | 5          | 0         |           |

| Jornada 8            | Jornada 8 | Jornada 8   | Jornada 8                 | Jornada 8     | Jornada 8 | Jornada 8    | Jornada 8  | Jornada 8 | Jornada 8 |
| Local                | Resultado | Visitante   | Estadio                   | Fecha         | Hora      | Espectadores | Amonestado | Expulsado |           |
| -------------------- | --------- | ----------- | ------------------------- | ------------- | --------- | ------------ | ---------- | --------- | --------- |
| Cruz Azul            | 2 – 2     | Tijuana     | Instalaciones de La Noria | 26 de febrero | 12:00     | 45           | 3          | 0         |           |
| Puebla               | 2 – 1     | UNAM        | Cuauhtémoc                | 27 de febrero | 12:00     | 741          | 4          | 0         |           |
| Atlético de San Luis | 0 – 0     | Guadalajara | Alfonso Lastras Ramírez   | 27 de febrero | 17:00     | 2,307        | 6          | 0         |           |
| Juárez               | 0 – 1     | Toluca      | Olímpico Benito Juárez    | 27 de febrero | 17:00     | 657          | 4          | 0         |           |
| América              | 3 – 0     | Mazatlán    | Cancha Centenario No. 5   | 28 de febrero | 15:45     | 820          | 0          | 0         |           |
| Necaxa               | 0 – 0     | León        | Victoria                  | 28 de febrero | 18:00     | 463          | 4          | 0         |           |
| Pachuca              | 0 – 1     | Tigres UANL | Hidalgo                   | 28 de febrero | 19:00     | 4,853        | 5          | 0         |           |
| Santos Laguna        | 0 – 1     | Querétaro   | Corona                    | 28 de febrero | 19:00     | 249          | 2          | 1         |           |
| Monterrey            | 5 – 1     | Atlas       | BBVA                      | 28 de febrero | 21:00     | 4,015        | 3          | 0         |           |

| Jornada 9            | Jornada 9 | Jornada 9 | Jornada 9               | Jornada 9   | Jornada 9 | Jornada 9    | Jornada 9  | Jornada 9 | Jornada 9 |
| Local                | Resultado | Visitante | Estadio                 | Fecha       | Hora      | Espectadores | Amonestado | Expulsado |           |
| -------------------- | --------- | --------- | ----------------------- | ----------- | --------- | ------------ | ---------- | --------- | --------- |
| Mazatlán             | 2 – 1     | Necaxa    | Mazatlán                | 4 de marzo  | 20:00     | 683          | 2          | 0         |           |
| Atlas                | 6 – 1     | Tijuana   | Jalisco                 | 5 de marzo  | 12:00     | 338          | 4          | 1         |           |
| UNAM                 | 1 – 0     | Pachuca   | Olímpico Universitario  | 5 de marzo  | 12:00     | 1,245        | 1          | 0         |           |
| León                 | 1 – 6     | Monterrey | Nou Camp                | 10 de abril | 19:00     | 1,961        | 6          | 1         |           |
| Atlético de San Luis | 3 - 1     | Puebla    | Alfonso Lastras Ramírez | 11 de abril | 17:00     | 448          | 2          | 0         |           |
| Toluca               | 3 - 1     | Cruz Azul | Nemesio Díez            | 11 de abril | 17:00     | 1,011        | 4          | 0         |           |
| Guadalajara          | 0 - 0     | Juárez    | Akron                   | 11 de abril | 17:00     | 565          | 2          | 0         |           |
| Santos Laguna        | 0 - 3     | América   | Corona                  | 11 de abril | 19:00     | 1,370        | 3          | 1         |           |
| Tigres UANL          | 0 - 0     | Querétaro | Universitario           | 14 de abril | 21:00     | 6,522        | 4          | 1         |           |

| Jornada 10 | Jornada 10 | Jornada 10           | Jornada 10                | Jornada 10  | Jornada 10 | Jornada 10   | Jornada 10 | Jornada 10 | Jornada 10 |
| Local      | Resultado  | Visitante            | Estadio                   | Fecha       | Hora       | Espectadores | Amonestado | Expulsado  |            |
| ---------- | ---------- | -------------------- | ------------------------- | ----------- | ---------- | ------------ | ---------- | ---------- | ---------- |
| Cruz Azul  | 2 – 3      | Santos Laguna        | Instalaciones de La Noria | 12 de marzo | 12:00      | 123          | 5          | 1          |            |
| Pachuca    | 2 – 0      | Atlético de San Luis | Hidalgo                   | 12 de marzo | 19:00      | 322          | 4          | 1          |            |
| Mazatlán   | 0 – 0      | León                 | Mazatlán                  | 12 de marzo | 20:00      | 595          | 3          | 0          |            |
| Puebla     | 2 – 1      | Juárez               | Cuauhtémoc                | 13 de marzo | 12:00      | 485          | 3          | 0          |            |
| América    | 1 – 2      | Guadalajara          | Azteca                    | 13 de marzo | 21:00      | 9,805        | 3          | 0          |            |
| Toluca     | 2 – 2      | Tigres UANL          | Nemesio Díez              | 14 de marzo | 17:00      | 2,069        | 6          | 1          |            |
| Monterrey  | 5 – 2      | Necaxa               | BBVA                      | 14 de marzo | 19:00      | 3,601        | 3          | 0          |            |
| Tijuana    | 0 – 0      | UNAM                 | Caliente                  | 14 de marzo | 21:00      | 553          | 1          | 0          |            |
| Querétaro  | 1 – 3      | Atlas                | Olímpico Alameda          | 7 de abril  | 17:00      | 0            | 5          | 0          |            |

| Jornada 11    | Jornada 11 | Jornada 11           | Jornada 11              | Jornada 11  | Jornada 11 | Jornada 11   | Jornada 11 | Jornada 11 | Jornada 11 |
| Local         | Resultado  | Visitante            | Estadio                 | Fecha       | Hora       | Espectadores | Amonestado | Expulsado  |            |
| ------------- | ---------- | -------------------- | ----------------------- | ----------- | ---------- | ------------ | ---------- | ---------- | ---------- |
| América       | 4 – 1      | Querétaro            | Cancha Centenario No. 5 | 16 de marzo | 15:45      | 673          | 5          | 0          |            |
| Juárez        | 1 – 1      | Mazatlán             | Olímpico Benito Juárez  | 16 de marzo | 20:00      | 869          | 4          | 0          |            |
| León          | 2 – 0      | Puebla               | La Esmeralda            | 17 de marzo | 10:00      | 0            | 3          | 0          |            |
| Necaxa        | 2 – 2      | Toluca               | Victoria                | 17 de marzo | 12:00      | 515          | 2          | 0          |            |
| Santos Laguna | 0 – 1      | Pachuca              | Corona                  | 17 de marzo | 19:00      | 313          | 6          | 0          |            |
| Tigres UANL   | 4 – 0      | Cruz Azul            | Universitario           | 17 de marzo | 19:00      | 3,758        | 4          | 0          |            |
| Monterrey     | 1 – 0      | Atlético de San Luis | BBVA                    | 17 de marzo | 21:00      | 5,013        | 4          | 0          |            |
| Guadalajara   | 3 – 0      | Tijuana              | Verde Valle             | 18 de marzo | 10:30      | 80           | 2          | 0          |            |
| UNAM          | 0 – 0      | Atlas                | Olímpico Universitario  | 18 de marzo | 17:00      | 1,117        | 2          | 0          |            |

| Jornada 12           | Jornada 12 | Jornada 12    | Jornada 12                | Jornada 12  | Jornada 12 | Jornada 12   | Jornada 12 | Jornada 12 | Jornada 12 |
| Local                | Resultado  | Visitante     | Estadio                   | Fecha       | Hora       | Espectadores | Amonestado | Expulsado  |            |
| -------------------- | ---------- | ------------- | ------------------------- | ----------- | ---------- | ------------ | ---------- | ---------- | ---------- |
| Querétaro            | 3 – 0      | Necaxa        | Olímpico Alameda          | 20 de marzo | 17:00      | 0            | 2          | 1          |            |
| Atlético de San Luis | 2 – 4      | Santos Laguna | Alfonso Lastras Ramírez   | 20 de marzo | 17:00      | 521          | 4          | 0          |            |
| Atlas                | 2 – 1      | Juárez        | Jalisco                   | 21 de marzo | 12:00      | 203          | 8          | 0          |            |
| Cruz Azul            | 0 – 2      | Pachuca       | Instalaciones de La Noria | 21 de marzo | 12:00      | 133          | 2          | 0          |            |
| Toluca               | 0 – 4      | América       | Nemesio Díez              | 21 de marzo | 17:00      | 5,166        | 3          | 0          |            |
| Guadalajara          | 1 – 0      | Puebla        | Akron                     | 21 de marzo | 19:00      | 435          | 2          | 0          |            |
| Tigres UANL          | 6 – 0      | León          | Universitario             | 21 de marzo | 19:00      | 6,522        | 2          | 0          |            |
| Mazatlán             | 0 – 2      | UNAM          | Mazatlán                  | 21 de marzo | 20:00      | 614          | 4          | 0          |            |
| Tijuana              | 2 – 0      | Monterrey     | Caliente                  | 21 de marzo | 21:00      | 933          | 0          | 0          |            |

| Jornada 13           | Jornada 13 | Jornada 13    | Jornada 13                | Jornada 13  | Jornada 13 | Jornada 13   | Jornada 13 | Jornada 13 | Jornada 13 |
| Local                | Resultado  | Visitante     | Estadio                   | Fecha       | Hora       | Espectadores | Amonestado | Expulsado  |            |
| -------------------- | ---------- | ------------- | ------------------------- | ----------- | ---------- | ------------ | ---------- | ---------- | ---------- |
| Cruz Azul            | 2 – 1      | Atlas         | Instalaciones de La Noria | 26 de marzo | 12:00      | 116          | 6          | 0          |            |
| Juárez               | 1 – 0      | UNAM          | Olímpico Benito Juárez    | 26 de marzo | 19:00      | 562          | 3          | 0          |            |
| Monterrey            | 3 – 1      | Santos Laguna | El Barrial                | 27 de marzo | 10:00      | 374          | 5          | 0          |            |
| Puebla               | 1 – 1      | América       | Cuauhtémoc                | 27 de marzo | 12:00      | 3,053        | 1          | 0          |            |
| Atlético de San Luis | 0 – 6      | Tigres UANL   | Alfonso Lastras Ramírez   | 27 de marzo | 17:00      | 2,073        | 1          | 0          |            |
| Toluca               | 3 – 0      | Querétaro     | Nemesio Díez              | 28 de marzo | 16:00      | 553          | 4          | 1          |            |
| Pachuca              | 5 – 0      | Mazatlán      | Hidalgo                   | 28 de marzo | 19:00      | 368          | 2          | 0          |            |
| León                 | 0 – 2      | Guadalajara   | Nou Camp                  | 28 de marzo | 21:00      | 1,055        | 5          | 0          |            |
| Tijuana              | 1 – 1      | Necaxa        | Caliente                  | 28 de marzo | 21:00      | 333          | 2          | 0          |            |

| Jornada 14    | Jornada 14 | Jornada 14           | Jornada 14              | Jornada 14  | Jornada 14 | Jornada 14   | Jornada 14 | Jornada 14 | Jornada 14 |
| Local         | Resultado  | Visitante            | Estadio                 | Fecha       | Hora       | Espectadores | Amonestado | Expulsado  |            |
| ------------- | ---------- | -------------------- | ----------------------- | ----------- | ---------- | ------------ | ---------- | ---------- | ---------- |
| Necaxa        | 1 – 2      | Atlético de San Luis | Victoria                | 31 de marzo | 16:00      | 358          | 8          | 1          |            |
| León          | 2 – 3      | Cruz Azul            | Nou Camp                | 31 de marzo | 21:00      | 267          | 7          | 1          |            |
| Santos Laguna | 0 – 0      | Puebla               | Corona                  | 31 de marzo | 21:00      | 147          | 2          | 0          |            |
| América       | 2 – 1      | Juárez               | Cancha Centenario No. 5 | 1 de abril  | 15:45      | 500          | 2          | 0          |            |
| Querétaro     | 0 – 2      | Tijuana              | Olímpico Alameda        | 1 de abril  | 17:00      | 0            | 3          | 0          |            |
| Atlas         | 3 – 2      | Toluca               | Jalisco                 | 2 de abril  | 12:00      | 362          | 5          | 0          |            |
| UNAM          | 0 – 1      | Tigres UANL          | Olímpico Universitario  | 2 de abril  | 12:00      | 2,610        | 1          | 0          |            |
| Monterrey     | 5 – 0      | Pachuca              | BBVA                    | 3 de abril  | 19:00      | 6,142        | 4          | 0          |            |
| Mazatlán      | 0 – 1      | Guadalajara          | Mazatlán                | 3 de abril  | 19:00      | 1,076        | 3          | 0          |            |

| Jornada 15           | Jornada 15 | Jornada 15    | Jornada 15                | Jornada 15  | Jornada 15 | Jornada 15   | Jornada 15 | Jornada 15 | Jornada 15 |
| Local                | Resultado  | Visitante     | Estadio                   | Fecha       | Hora       | Espectadores | Amonestado | Expulsado  |            |
| -------------------- | ---------- | ------------- | ------------------------- | ----------- | ---------- | ------------ | ---------- | ---------- | ---------- |
| Cruz Azul            | 1 – 3      | Monterrey     | Instalaciones de La Noria | 16 de abril | 12:00      | 183          | 2          | 2          |            |
| Atlético de San Luis | 4 – 0      | León          | Alfonso Lastras Ramírez   | 16 de abril | 17:00      | 628          | 3          | 0          |            |
| Puebla               | 0 – 1      | Necaxa        | Cuauhtémoc                | 17 de abril | 12:00      | 559          | 2          | 0          |            |
| Juárez               | 2 – 1      | Querétaro     | Complejo Bravo            | 17 de abril | 18:00      | 50           | 2          | 0          |            |
| Toluca               | 2 – 0      | Mazatlán      | Nemesio Díez              | 18 de abril | 17:00      | 722          | 1          | 0          |            |
| Guadalajara          | 2 – 1      | UNAM          | Akron                     | 18 de abril | 17:00      | 364          | 2          | 0          |            |
| Pachuca              | 2 – 2      | Atlas         | Hidalgo                   | 18 de abril | 19:00      | 479          | 7          | 0          |            |
| Tigres UANL          | 4 – 1      | Santos Laguna | Universitario             | 18 de abril | 19:00      | 4,420        | 2          | 0          |            |
| Tijuana              | 2 – 2      | América       | Caliente                  | 18 de abril | 21:00      | 4,633        | 4          | 0          |            |

| Jornada 16    | Jornada 16 | Jornada 16           | Jornada 16             | Jornada 16  | Jornada 16 | Jornada 16   | Jornada 16 | Jornada 16 | Jornada 16 |
| Local         | Resultado  | Visitante            | Estadio                | Fecha       | Hora       | Espectadores | Amonestado | Expulsado  |            |
| ------------- | ---------- | -------------------- | ---------------------- | ----------- | ---------- | ------------ | ---------- | ---------- | ---------- |
| Querétaro     | 1 – 0      | Puebla               | Olímpico Alameda       | 22 de abril | 17:00      | 0            | 2          | 0          |            |
| Necaxa        | 1 – 2      | Cruz Azul            | Victoria               | 22 de abril | 17:00      | 502          | 7          | 1          |            |
| Atlas         | 0 – 1      | Guadalajara          | Jalisco                | 23 de abril | 12:00      | 1,476        | 5          | 0          |            |
| UNAM          | 2 – 1      | Atlético de San Luis | Olímpico Universitario | 23 de abril | 12:00      | 2,005        | 1          | 0          |            |
| Mazatlán      | 2 – 1      | Tijuana              | Mazatlán               | 24 de abril | 19:00      | 595          | 3          | 0          |            |
| América       | 4 – 0      | Pachuca              | Azteca                 | 25 de abril | 19:00      | 2,324        | 2          | 0          |            |
| León          | 2 – 2      | Toluca               | Nou Camp               | 25 de abril | 19:00      | 383          | 2          | 0          |            |
| Santos Laguna | 3 – 1      | Juárez               | Corona                 | 25 de abril | 19:00      | 1,068        | 2          | 0          |            |
| Monterrey     | 0 – 0      | Tigres UANL          | BBVA                   | 25 de abril | 21:00      | 31,098       | 5          | 1          |            |

| Jornada 17           | Jornada 17 | Jornada 17 | Jornada 17                | Jornada 17  | Jornada 17 | Jornada 17   | Jornada 17 | Jornada 17 | Jornada 17 |
| Local                | Resultado  | Visitante  | Estadio                   | Fecha       | Hora       | Espectadores | Amonestado | Expulsado  |            |
| -------------------- | ---------- | ---------- | ------------------------- | ----------- | ---------- | ------------ | ---------- | ---------- | ---------- |
| Atlético de San Luis | 3 – 1      | Querétaro  | Alfonso Lastras Ramírez   | 29 de abril | 17:00      | 626          | 2          | 0          |            |
| Cruz Azul            | 3 – 1      | Puebla     | Instalaciones de La Noria | 30 de abril | 12:00      | 125          | 4          | 0          |            |
| Pachuca              | 1 – 1      | Necaxa     | Hidalgo                   | 30 de abril | 19:00      | 420          | 5          | 0          |            |
| Tigres UANL          | 1 – 1      | América    | Universitario             | 1 de mayo   | 18:00      | 13,181       | 1          | 0          |            |
| Atlas                | 2 – 1      | León       | Jalisco                   | 2 de mayo   | 12:00      | 72           | 7          | 0          |            |
| Toluca               | 2 – 3      | UNAM       | Nemesio Díez              | 2 de mayo   | 17:00      | 1,444        | 5          | 1          |            |
| Guadalajara          | 1 – 0      | Monterrey  | Akron                     | 2 de mayo   | 19:00      | 1,274        | 3          | 0          |            |
| Santos Laguna        | 1 – 0      | Mazatlán   | Corona                    | 2 de mayo   | 19:00      | 328          | 4          | 0          |            |
| Tijuana              | 3 – 2      | Juárez     | Caliente                  | 2 de mayo   | 21:00      | 833          | 4          | 3          |            |

## Tabla General
- Datos según la página oficial de la competición.
- Fecha de actualización: 3 de mayo de 2022

|     | Equipos              | PJ | PG | PE | PP | GF | GC | Dif. | Pts. |
| --- | -------------------- | -- | -- | -- | -- | -- | -- | ---- | ---- |
| 1.  | Monterrey            | 17 | 14 | 1  | 2  | 51 | 13 | 38   | 43   |
| 2.  | Guadalajara(C)       | 17 | 13 | 4  | 0  | 27 | 6  | 21   | 43   |
| 3.  | Tigres               | 17 | 11 | 6  | 0  | 43 | 11 | 32   | 39   |
| 4.  | América              | 17 | 11 | 4  | 2  | 41 | 14 | 27   | 37   |
| 5.  | Pachuca              | 17 | 9  | 3  | 5  | 28 | 22 | 6    | 30   |
| 6.  | Atlas                | 17 | 7  | 6  | 4  | 27 | 25 | 2    | 27   |
| 7.  | UNAM                 | 17 | 6  | 4  | 7  | 18 | 17 | 1    | 22   |
| 8.  | Tijuana              | 17 | 4  | 9  | 4  | 24 | 29 | -5   | 21   |
| 9.  | Cruz Azul            | 17 | 6  | 3  | 8  | 22 | 30 | -8   | 21   |
| 10. | Toluca               | 17 | 5  | 5  | 7  | 29 | 32 | -3   | 20   |
| 11. | Atlético de San Luis | 17 | 5  | 5  | 7  | 23 | 29 | -6   | 20   |
| 12. | Querétaro            | 17 | 5  | 3  | 9  | 16 | 29 | -13  | 18   |
| 13. | Santos Laguna        | 17 | 4  | 2  | 10 | 17 | 29 | -12  | 17   |
| 14. | Necaxa               | 17 | 3  | 6  | 8  | 17 | 31 | -14  | 15   |
| 15. | Mazatlán             | 17 | 3  | 4  | 10 | 11 | 30 | -19  | 13   |
| 16. | León                 | 17 | 3  | 4  | 10 | 18 | 40 | -22  | 13   |
| 17. | Puebla               | 17 | 3  | 3  | 11 | 11 | 25 | -14  | 12   |
| 18. | Juárez               | 17 | 3  | 2  | 12 | 18 | 29 | -11  | 11   |

| Simbología |
| --- |
| Pos – Posición; PJ – Partidos Jugados; PG - Partidos Ganados; PE - Partidos Empatados; PP - Partidos Perdidos; GF – Goles a Favor; GC – Goles en Contra; DIF – Diferencia de Goles; PTS - Puntos. |

|  | Líder, Clasifica a Liguilla (1.º Lugar). |
|  | Clasifica a Liguilla (2.º a 8.º Lugar).  |
|  | Último lugar.                            |

### Evolución de la clasificación
Fecha de actualización: 3 de mayo de 2022
| Equipo / Jornada     | 01 | 02 | 03 | 04 | 05 | 06 | 07 | 08 | 09 | 10 | 11 | 12 | 13 | 14 | 15 | 16 | 17 |
| -------------------- | -- | -- | -- | -- | -- | -- | -- | -- | -- | -- | -- | -- | -- | -- | -- | -- | -- |
| Monterrey            | 2  | 1  | 1  | 1  | 1  | 1  | 1  | 1  | 1  | 1  | 1  | 1  | 1  | 1  | 1  | 1  | 1  |
| Guadalajara          | 1  | 2  | 2  | 2  | 2  | 3  | 3  | 4  | 4  | 4  | 4  | 4  | 3  | 3  | 3  | 2  | 2  |
| Tigres               | 3  | 4  | 3  | 3  | 4  | 3  | 2  | 2  | 3  | 3  | 3  | 3  | 2  | 2  | 2  | 3  | 3  |
| América              | 10 | 7  | 11 | 5  | 5  | 5  | 4  | 3  | 2  | 2  | 2  | 2  | 4  | 4  | 4  | 4  | 4  |
| Pachuca              | 17 | 11 | 4  | 4  | 3  | 2  | 5  | 5  | 5  | 5  | 5  | 5  | 5  | 5  | 5  | 5  | 5  |
| Atlas                | 9  | 12 | 7  | 9  | 6  | 6  | 6  | 7  | 6  | 6  | 6  | 6  | 6  | 6  | 6  | 6  | 6  |
| UNAM                 | 8  | 10 | 13 | 12 | 7  | 7  | 7  | 11 | 8  | 7  | 7  | 7  | 7  | 8  | 10 | 8  | 7  |
| Tijuana              | 6  | 5  | 5  | 7  | 8  | 8  | 8  | 8  | 12 | 11 | 12 | 10 | 7  | 8  | 8  | 9  | 8  |
| Cruz Azul            | 5  | 6  | 9  | 6  | 9  | 10 | 9  | 9  | 11 | 13 | 16 | 17 | 11 | 10 | 11 | 10 | 9  |
| Toluca               | 4  | 3  | 8  | 10 | 12 | 12 | 14 | 13 | 10 | 8  | 8  | 9  | 8  | 9  | 7  | 7  | 10 |
| Atlético de San Luis | 7  | 8  | 6  | 8  | 10 | 11 | 12 | 12 | 9  | 10 | 11 | 12 | 14 | 12 | 9  | 12 | 11 |
| Querétaro            | 18 | 18 | 14 | 14 | 15 | 13 | 10 | 6  | 7  | 9  | 10 | 8  | 9  | 11 | 12 | 11 | 12 |
| Santos               | 11 | 14 | 16 | 11 | 14 | 17 | 17 | 17 | 18 | 17 | 17 | 13 | 16 | 15 | 17 | 13 | 13 |
| Necaxa               | 15 | 15 | 10 | 13 | 16 | 15 | 11 | 10 | 13 | 16 | 15 | 16 | 15 | 16 | 13 | 14 | 14 |
| Mazatlán             | 12 | 13 | 15 | 16 | 11 | 14 | 15 | 16 | 14 | 14 | 13 | 15 | 17 | 17 | 18 | 15 | 15 |
| León                 | 14 | 16 | 18 | 18 | 13 | 12 | 13 | 14 | 15 | 15 | 9  | 11 | 12 | 14 | 15 | 16 | 16 |
| Puebla               | 16 | 17 | 17 | 17 | 18 | 16 | 16 | 15 | 16 | 12 | 14 | 14 | 13 | 13 | 14 | 17 | 17 |
| Juárez               | 13 | 9  | 12 | 15 | 17 | 18 | 18 | 18 | 17 | 18 | 18 | 18 | 18 | 18 | 16 | 18 | 18 |

## Liguilla
|  | Cuartos de final                                           | Cuartos de final                                           | Cuartos de final                                           |   |                 | Semifinales                                          | Semifinales                                          | Semifinales                                          |  |  | Final                                                | Final                                                | Final                                                |
|  | 5 y 6 de mayo de 2022 (ida) 8 y 9 de mayo de 2022 (vuelta) | 5 y 6 de mayo de 2022 (ida) 8 y 9 de mayo de 2022 (vuelta) | 5 y 6 de mayo de 2022 (ida) 8 y 9 de mayo de 2022 (vuelta) |   |                 | 13 de mayo de 2022 (ida) 16 de mayo de 2022 (vuelta) | 13 de mayo de 2022 (ida) 16 de mayo de 2022 (vuelta) | 13 de mayo de 2022 (ida) 16 de mayo de 2022 (vuelta) |  |  | 20 de mayo de 2022 (ida) 23 de mayo de 2022 (vuelta) | 20 de mayo de 2022 (ida) 23 de mayo de 2022 (vuelta) | 20 de mayo de 2022 (ida) 23 de mayo de 2022 (vuelta) |
|  |                                                            |                                                            |                                                            |   |                 |                                                      |                                                      |                                                      |  |  |                                                      |                                                      |                                                      |
|  | Guadalajara                                                | 2                                                          | 3                                                          |   |                 |                                                      |                                                      |                                                      |  |  |                                                      |                                                      |                                                      |
|  | UNAM                                                       | 2                                                          | 2                                                          |   |                 |                                                      |                                                      |                                                      |  |  |                                                      |                                                      |                                                      |
|  | UNAM                                                       | 2                                                          | 2                                                          |   | Guadalajara (*) | 0                                                    | 2                                                    |                                                      |  |  |                                                      |                                                      |                                                      |
|  |                                                            |                                                            |                                                            |   | Guadalajara (*) | 0                                                    | 2                                                    |                                                      |  |  |                                                      |                                                      |                                                      |
|  |                                                            | Tigres                                                     | 2                                                          | 0 |                 |                                                      |                                                      |                                                      |  |  |                                                      |                                                      |                                                      |
|  | Tigres                                                     | Tigres                                                     | 2                                                          | 0 | 7               | 2                                                    |                                                      |                                                      |  |  |                                                      |                                                      |                                                      |
|  | Tigres                                                     |                                                            |                                                            |   | 7               | 2                                                    |                                                      |                                                      |  |  |                                                      |                                                      |                                                      |
|  | Atlas                                                      | 0                                                          | 1                                                          |   |                 |                                                      |                                                      |                                                      |  |  |                                                      |                                                      |                                                      |
|  |                                                            |                                                            |                                                            |   |                 |                                                      |                                                      |                                                      |  |  | Guadalajara                                          | 4                                                    | 0                                                    |
|  |                                                            |                                                            | Pachuca                                                    | 2 | 1               |                                                      |                                                      |                                                      |  |  |                                                      |                                                      |                                                      |
|  | Monterrey                                                  | 1                                                          | 2                                                          |   |                 |                                                      |                                                      |                                                      |  |  |                                                      |                                                      |                                                      |
|  | Tijuana                                                    | 0                                                          | 1                                                          |   |                 |                                                      |                                                      |                                                      |  |  |                                                      |                                                      |                                                      |
|  | Tijuana                                                    | 0                                                          | 1                                                          |   | Monterrey       | 0                                                    | 2                                                    |                                                      |  |  |                                                      |                                                      |                                                      |
|  |                                                            |                                                            |                                                            |   | Monterrey       | 0                                                    | 2                                                    |                                                      |  |  |                                                      |                                                      |                                                      |
|  |                                                            | Pachuca                                                    | 2                                                          | 1 |                 |                                                      |                                                      |                                                      |  |  |                                                      |                                                      |                                                      |
|  | América                                                    | Pachuca                                                    | 2                                                          | 1 | 1               | 1                                                    |                                                      |                                                      |  |  |                                                      |                                                      |                                                      |
|  | América                                                    |                                                            |                                                            |   | 1               | 1                                                    |                                                      |                                                      |  |  |                                                      |                                                      |                                                      |
|  | Pachuca                                                    |                                                            | 2                                                          |   |                 |                                                      |                                                      |                                                      |  |  |                                                      |                                                      |                                                      |

(*) Avanza por su posición en la tabla.

### Cuartos de final

#### Monterrey – Tijuana
| 6 de mayo de 2022             | Tijuana | 0:1 (0:0) | Monterrey     | Estadio Caliente, Tijuana                                             |                                                                       |
| 19:00 (UTC -8) 21:00 (UTC -6) |         | Reporte   | 81' A. Aviléz | Asistencia: 3,933 espectadores Árbitra: Ana Cristina Guarneros Lezama | Asistencia: 3,933 espectadores Árbitra: Ana Cristina Guarneros Lezama |

| 9 de mayo de 2022                    | Monterrey                         | 2:1 (2:0) (Global 3:1) | Tijuana                 | Estadio BBVA, Guadalupe                                                |                                                                        |
| 21:00 (UTC -6) 19:00 (UTC -8)        | C. Burkenroad 24' · R. Bernal 42' | Reporte                | 59' (a.g.) V. del Campo | Asistencia: 4,668 espectadores Árbitro(s): Diana Stephanía Pérez Borja | Asistencia: 4,668 espectadores Árbitro(s): Diana Stephanía Pérez Borja |
| Monterrey avanzó a Cuartos de final. |                                   |                        |                         |                                                                        |                                                                        |

#### Guadalajara – UNAM
| 6 de mayo de 2022 | UNAM                 | 2:2 (0:1) | Guadalajara                               | Estadio Olímpico Universitario, Ciudad de México                  |                                                                   |
| 18:00 (UTC -6)    | A. Chavarin 50', 72' | Reporte   | 38' (pen.) A. Cervantes · 67' S. Bejarano | Asistencia: 6,303 espectadores Árbitro(s): Ignacio Góngora García | Asistencia: 6,303 espectadores Árbitro(s): Ignacio Góngora García |

| 9 de mayo de 2022                      | Guadalajara                                                  | 3:2 (1:2) (Global 5:4) | UNAM                              | Estadio Akron, Zapopan                                                  |                                                                         |
| 19:00 (UTC -6)                         | M. González 41' · C. Jaramillo 54' · A. Cervantes 86' (pen.) | Reporte                | 6' L. Rodríguez · 33' A. Chavarin | Asistencia: 3,978 espectadores Árbitro(s): Priscila Eritzel Pérez Borja | Asistencia: 3,978 espectadores Árbitro(s): Priscila Eritzel Pérez Borja |
| Guadalajara avanzó a Cuartos de final. |                                                              |                        |                                   |                                                                         |                                                                         |

#### Tigres – Atlas
| 5 de mayo de 2022 | Atlas | 0:7 (0:4) | Tigres                                                                                    | Estadio Jalisco, Guadalajara                                     |                                                                  |
| 17:00 (UTC -6)    |       | Reporte   | - 7' U. Kanu - 15' N. Rangel - 39', 90+2' S. Mayor - 45+1', 52' L. Ovalle - 60' M. Fishel | Asistencia: 908 espectadores Árbitro(s): Julio César Gil Jiménez | Asistencia: 908 espectadores Árbitro(s): Julio César Gil Jiménez |

| 8 de mayo de 2022                 | Tigres             | 2:1 (2:1) (Global 9:1) | Atlas        | Estadio Universitario, San Nicolás de los Garza               |                                                               |
| 21:06 (UTC -6)                    | M. Fishel 19', 41' | Reporte                | 4' F. Ibarra | Asistencia: 5,314 espectadores Árbitro(s): Katia Itzel García | Asistencia: 5,314 espectadores Árbitro(s): Katia Itzel García |
| Tigres avanzó a Cuartos de final. |                    |                        |              |                                                               |                                                               |

#### América – Pachuca
| 5 de mayo de 2022 | Pachuca                        | 2:1 (1:1) | América                | Estadio Hidalgo, Pachuca                                                   |                                                                            |
| 19:00 (UTC -6)    | C. Corral 15' · L. Ángeles 56' | Reporte   | 22' (pen.) K. Martínez | Asistencia: 6,239 espectadores Árbitro(s): Ricardo Emmanuel Chávez Sánchez | Asistencia: 6,239 espectadores Árbitro(s): Ricardo Emmanuel Chávez Sánchez |

| 8 de mayo de 2022                  | América         | 1:2 (0:1) (Global 2:4) | Pachuca                              | Estadio Azteca, Ciudad de México                                            |                                                                             |
| 12:00 (UTC -6)                     | D. Espinosa 70' | Reporte                | 10' (a.g.) J. Farías · 67' C. Corral | Asistencia: 15,742 espectadores Árbitro(s): Francia María González Martínez | Asistencia: 15,742 espectadores Árbitro(s): Francia María González Martínez |
| Pachuca avanzó a Cuartos de final. |                 |                        |                                      |                                                                             |                                                                             |

### Semifinales

#### Monterrey – Pachuca
| 13 de mayo de 2022 | Pachuca            | 2:0 (2:0) | Monterrey | Estadio Hidalgo, Pachuca                                          |                                                                   |
| 18:05 (UTC -6)     | C. Corral 21', 42' | Reporte   |           | Asistencia: 4,711 espectadores Árbitro(s): Lizzet Amairany García | Asistencia: 4,711 espectadores Árbitro(s): Lizzet Amairany García |

| 16 de mayo de 2022         | Monterrey                            | 2:1 0:0) (Global 2:3) | Pachuca        | Estadio BBVA, Guadalupe                                             |                                                                     |
| 21:05 (UTC -6)             | Y. Franco 48' · R. Bernal 57' (pen.) | Reporte               | 59' V. Salazar | Asistencia: 10,140 espectadores Árbitro(s): Julio César Gil Jiménez | Asistencia: 10,140 espectadores Árbitro(s): Julio César Gil Jiménez |
| Pachuca avanzó a la final. |                                      |                       |                |                                                                     |                                                                     |

#### Guadalajara – Tigres
| 13 de mayo de 2022 | Tigres                      | 2:0 (0:0) | Guadalajara | Estadio Universitario, San Nicolás de los Garza                     |                                                                     |
| 20:05 (UTC -6)     | M. Fishel 63' · U. Kanu 78' | Reporte   |             | Asistencia: 11,106 espectadores Árbitro(s): Karen Hernández Andrade | Asistencia: 11,106 espectadores Árbitro(s): Karen Hernández Andrade |

| 16 de mayo de 2022                                                                                        | Guadalajara                   | 2:0 (1:0) (Global 2:2) | Tigres | Estadio Akron, Zapopan                                                |                                                                       |
| 19:00 (UTC -6)                                                                                            | K. Bernal 44' · K. Guzmán 86' | Reporte                |        | Asistencia: 8,338 espectadores Árbitro(s): Katia Itzel García Mendoza | Asistencia: 8,338 espectadores Árbitro(s): Katia Itzel García Mendoza |
| Guadalajara avanzó a la final por su mejor posición en la tabla tras el empate 2-2 en el marcador global. |                               |                        |        |                                                                       |                                                                       |

### Final

#### Guadalajara – Pachuca
| 20 de mayo de 2022 | Pachuca                        | 2:4 (1:0) | Guadalajara                                                               | Estadio Hidalgo, Pachuca                                                 |                                                                          |
| 21:00              | V. Salazar 27' · M. Ocampo 53' | Reporte   | 49' G. Valenzuela · 72' (a.g.) M. Ocampo · 80', 90+6' (pen.) A. Cervantes | Asistencia: 19,348 espectadores Árbitro(s): Priscila Eritzel Pérez Borja | Asistencia: 19,348 espectadores Árbitro(s): Priscila Eritzel Pérez Borja |

| 23 de mayo de 2022                                                                  | Guadalajara | 0:1 (0:0) (Global 4:3) | Pachuca        | Estadio Akron, Zapopan                                                      |                                                                             |
| 20:05                                                                               |             | Reporte                | 60' L. Ángeles | Asistencia: 40,462 espectadores Árbitro(s): Francia María González Martínez | Asistencia: 40,462 espectadores Árbitro(s): Francia María González Martínez |
| Guadalajara campeón del Torneo Clausura 2022, tras ganar 4-3 en el marcador global. |             |                        |                |                                                                             |                                                                             |

#### Final - Ida
| 1     | POR   | Esthefanny Barreras |     |
| 4     | DEF   | Mónica Alvarado     |     |
| 34    | DEF   | Karen Díaz          |     |
| 17    | DEF   | Yanin Madrid        |     |
| 20    | DEF   | Sumiko Gutiérrez    |     |
| 6     | MED   | Karla Nieto         |     |
| 28    | MED   | Ruth Bravo          | 88' |
| 10    | MED   | Mónica Ocampo       |     |
| 30    | DEL   | Viridiana Salazar   |     |
| 7     | DEL   | Lizbeth Ángeles     | 73' |
| 9     | DEL   | Charlyn Corral      |     |
| D. T. | D. T. | Juan Carlos Cacho   |     |

| 12    | POR   | Blanca Félix       |     |
| 3     | DEF   | Damaris Godínez    | 45' |
| 5     | DEF   | Karol Bernal       |     |
| 26    | DEF   | Angélica Torres    |     |
| 2     | DEF   | Diana Rodríguez    |     |
| 7     | MED   | Casandra Montero   |     |
| 16    | MED   | Victoria Acevedo   | 70' |
| 11    | MED   | Anette Vázquez     | 45' |
| 13    | DEL   | Joseline Montoya   |     |
| 8     | DEL   | Carolina Jaramillo |     |
| 24    | DEL   | Alicia Cervantes   |     |
| D. T. | D. T. | Juan Pablo Alfaro  |     |

| 11 | Delantero      | Norma Palafox       | 73' |
| 21 | Centrocampista | Natalia Gómez Junco | 88' |

| 27 | Defensa        | Kinberly Guzmán     | 45' |
| 9  | Delantero      | Gabriela Valenzuela | 45' |
| 18 | Centrocampista | Susan Bejarano      | 70' |

| 27' · 53' | Viridiana Salazar Mónica Ocampo | 1:0 2:1 |

| 49' · 72' · 80' · 90+6' | Gabriela Valenzuela Mónica Ocampo Alicia Cervantes | 1:1 2:2 2:3 2:4 |

| 90+4' | Juan Carlos Cacho Ruth Bravo |

| 14' | Victoria Acevedo |

| Principal  | Priscila Eritzel Pérez Borja |
| Asistentes | María Fernanda Ávila Oropeza |
|            | Aranza Quero Aguilar         |
| Cuarto     | Diana Stephanía Pérez Borja  |

|                   |   |   |
| Tiros a puerta    | 1 | 2 |
| Faltas            | 5 | 2 |
| Saques de esquina | 0 | 4 |
| Penaltis          | 0 | 1 |

| Alineación inicial |

| 1     | POR   | Esthefanny Barreras |     |
| 4     | DEF   | Mónica Alvarado     |     |
| 34    | DEF   | Karen Díaz          |     |
| 17    | DEF   | Yanin Madrid        |     |
| 20    | DEF   | Sumiko Gutiérrez    |     |
| 6     | MED   | Karla Nieto         |     |
| 28    | MED   | Ruth Bravo          | 88' |
| 10    | MED   | Mónica Ocampo       |     |
| 30    | DEL   | Viridiana Salazar   |     |
| 7     | DEL   | Lizbeth Ángeles     | 73' |
| 9     | DEL   | Charlyn Corral      |     |
| D. T. | D. T. | Juan Carlos Cacho   |     |

| 12    | POR   | Blanca Félix       |     |
| 3     | DEF   | Damaris Godínez    | 45' |
| 5     | DEF   | Karol Bernal       |     |
| 26    | DEF   | Angélica Torres    |     |
| 2     | DEF   | Diana Rodríguez    |     |
| 7     | MED   | Casandra Montero   |     |
| 16    | MED   | Victoria Acevedo   | 70' |
| 11    | MED   | Anette Vázquez     | 45' |
| 13    | DEL   | Joseline Montoya   |     |
| 8     | DEL   | Carolina Jaramillo |     |
| 24    | DEL   | Alicia Cervantes   |     |
| D. T. | D. T. | Juan Pablo Alfaro  |     |

| 11 | Delantero      | Norma Palafox       | 73' |
| 21 | Centrocampista | Natalia Gómez Junco | 88' |

| 27 | Defensa        | Kinberly Guzmán     | 45' |
| 9  | Delantero      | Gabriela Valenzuela | 45' |
| 18 | Centrocampista | Susan Bejarano      | 70' |

| 27' · 53' | Viridiana Salazar Mónica Ocampo | 1:0 2:1 |

| 49' · 72' · 80' · 90+6' | Gabriela Valenzuela Mónica Ocampo Alicia Cervantes | 1:1 2:2 2:3 2:4 |

| 90+4' | Juan Carlos Cacho Ruth Bravo |

| 14' | Victoria Acevedo |

| Principal  | Priscila Eritzel Pérez Borja |
| Asistentes | María Fernanda Ávila Oropeza |
|            | Aranza Quero Aguilar         |
| Cuarto     | Diana Stephanía Pérez Borja  |

|                   |   |   |
| Tiros a puerta    | 1 | 2 |
| Faltas            | 5 | 2 |
| Saques de esquina | 0 | 4 |
| Penaltis          | 0 | 1 |

| Alineación inicial |

| 1     | POR   | Esthefanny Barreras |     |
| 4     | DEF   | Mónica Alvarado     |     |
| 34    | DEF   | Karen Díaz          |     |
| 17    | DEF   | Yanin Madrid        |     |
| 20    | DEF   | Sumiko Gutiérrez    |     |
| 6     | MED   | Karla Nieto         |     |
| 28    | MED   | Ruth Bravo          | 88' |
| 10    | MED   | Mónica Ocampo       |     |
| 30    | DEL   | Viridiana Salazar   |     |
| 7     | DEL   | Lizbeth Ángeles     | 73' |
| 9     | DEL   | Charlyn Corral      |     |
| D. T. | D. T. | Juan Carlos Cacho   |     |

| 12    | POR   | Blanca Félix       |     |
| 3     | DEF   | Damaris Godínez    | 45' |
| 5     | DEF   | Karol Bernal       |     |
| 26    | DEF   | Angélica Torres    |     |
| 2     | DEF   | Diana Rodríguez    |     |
| 7     | MED   | Casandra Montero   |     |
| 16    | MED   | Victoria Acevedo   | 70' |
| 11    | MED   | Anette Vázquez     | 45' |
| 13    | DEL   | Joseline Montoya   |     |
| 8     | DEL   | Carolina Jaramillo |     |
| 24    | DEL   | Alicia Cervantes   |     |
| D. T. | D. T. | Juan Pablo Alfaro  |     |

| 11 | Delantero      | Norma Palafox       | 73' |
| 21 | Centrocampista | Natalia Gómez Junco | 88' |

| 27 | Defensa        | Kinberly Guzmán     | 45' |
| 9  | Delantero      | Gabriela Valenzuela | 45' |
| 18 | Centrocampista | Susan Bejarano      | 70' |

| 27' · 53' | Viridiana Salazar Mónica Ocampo | 1:0 2:1 |

| 49' · 72' · 80' · 90+6' | Gabriela Valenzuela Mónica Ocampo Alicia Cervantes | 1:1 2:2 2:3 2:4 |

| 90+4' | Juan Carlos Cacho Ruth Bravo |

| 14' | Victoria Acevedo |

| Principal  | Priscila Eritzel Pérez Borja |
| Asistentes | María Fernanda Ávila Oropeza |
|            | Aranza Quero Aguilar         |
| Cuarto     | Diana Stephanía Pérez Borja  |

|                   |   |   |
| Tiros a puerta    | 1 | 2 |
| Faltas            | 5 | 2 |
| Saques de esquina | 0 | 4 |
| Penaltis          | 0 | 1 |

| Alineación inicial |

| 1     | POR   | Esthefanny Barreras |     |
| 4     | DEF   | Mónica Alvarado     |     |
| 34    | DEF   | Karen Díaz          |     |
| 17    | DEF   | Yanin Madrid        |     |
| 20    | DEF   | Sumiko Gutiérrez    |     |
| 6     | MED   | Karla Nieto         |     |
| 28    | MED   | Ruth Bravo          | 88' |
| 10    | MED   | Mónica Ocampo       |     |
| 30    | DEL   | Viridiana Salazar   |     |
| 7     | DEL   | Lizbeth Ángeles     | 73' |
| 9     | DEL   | Charlyn Corral      |     |
| D. T. | D. T. | Juan Carlos Cacho   |     |

| 12    | POR   | Blanca Félix       |     |
| 3     | DEF   | Damaris Godínez    | 45' |
| 5     | DEF   | Karol Bernal       |     |
| 26    | DEF   | Angélica Torres    |     |
| 2     | DEF   | Diana Rodríguez    |     |
| 7     | MED   | Casandra Montero   |     |
| 16    | MED   | Victoria Acevedo   | 70' |
| 11    | MED   | Anette Vázquez     | 45' |
| 13    | DEL   | Joseline Montoya   |     |
| 8     | DEL   | Carolina Jaramillo |     |
| 24    | DEL   | Alicia Cervantes   |     |
| D. T. | D. T. | Juan Pablo Alfaro  |     |

| 11 | Delantero      | Norma Palafox       | 73' |
| 21 | Centrocampista | Natalia Gómez Junco | 88' |

| 27 | Defensa        | Kinberly Guzmán     | 45' |
| 9  | Delantero      | Gabriela Valenzuela | 45' |
| 18 | Centrocampista | Susan Bejarano      | 70' |

| 27' · 53' | Viridiana Salazar Mónica Ocampo | 1:0 2:1 |

| 49' · 72' · 80' · 90+6' | Gabriela Valenzuela Mónica Ocampo Alicia Cervantes | 1:1 2:2 2:3 2:4 |

| 90+4' | Juan Carlos Cacho Ruth Bravo |

| 14' | Victoria Acevedo |

| Principal  | Priscila Eritzel Pérez Borja |
| Asistentes | María Fernanda Ávila Oropeza |
|            | Aranza Quero Aguilar         |
| Cuarto     | Diana Stephanía Pérez Borja  |

|                   |   |   |
| Tiros a puerta    | 1 | 2 |
| Faltas            | 5 | 2 |
| Saques de esquina | 0 | 4 |
| Penaltis          | 0 | 1 |

| Alineación inicial |

#### Final - Vuelta
| 12    | POR   | Blanca Félix       |     |
| 27    | DEF   | Kinberly Guzmán    |     |
| 26    | DEF   | Angélica Torres    |     |
| 5     | DEF   | Karol Bernal       |     |
| 2     | DEF   | Diana Rodríguez    | 57' |
| 7     | MED   | Casandra Montero   |     |
| 16    | MED   | Victoria Acevedo   | 63' |
| 11    | MED   | Anette Vázquez     | 45' |
| 13    | DEL   | Joseline Montoya   |     |
| 8     | DEL   | Carolina Jaramillo |     |
| 24    | DEL   | Alicia Cervantes   |     |
| D. T. | D. T. | Juan Pablo Alfaro  |     |

| 1     | POR   | Estefanny Barreras |     |
| 17    | DEF   | Yanin Madrid       | 83' |
| 34    | DEF   | Karen Díaz         |     |
| 4     | DEF   | Mónica Alvarado    |     |
| 20    | DEF   | Sumiko Gutiérrez   |     |
| 6     | MED   | Karla Nieto        |     |
| 28    | MED   | Ruth Bravo         | 90' |
| 10    | MED   | Mónica Ocampo      |     |
| 7     | MED   | Lizbeth Ángeles    | 83' |
| 30    | DEL   | Viridiana Salazar  |     |
| 9     | DEL   | Charlyn Corral     |     |
| D. T. | D. T. | Juan Carlos Cacho  |     |

| 9  | Delantero      | Gabriela Valenzuela | 45' |
| 3  | Defensa        | Damaris Godínez     | 57' |
| 18 | Centrocampista | Susan Bejarano      | 63' |

| 14 | Defensa   | Daniela Arias | 83' |
| 26 | Delantero | Alice Soto    | 83' |
| 19 | Delantero | Lucero Cuevas | 90' |

| 61' | Lizbeth Ángeles | 0:1 |

| 90+4' | Alicia Cervantes |

| 22' | Karen Díaz |

| Principal  | Francia María González Martínez      |
| Asistentes | Yudilia Carolina Briones Covarrubias |
|            | Karla Angélica Flores Ortega         |
| Cuarto     | Karen Hernández Andrade              |

|                   |   |   |
| Tiros a puerta    | 0 | 1 |
| Faltas            | 3 | 3 |
| Saques de esquina | 4 | 1 |
| Penaltis          | 0 | 1 |

| Alineación inicial |

| 12    | POR   | Blanca Félix       |     |
| 27    | DEF   | Kinberly Guzmán    |     |
| 26    | DEF   | Angélica Torres    |     |
| 5     | DEF   | Karol Bernal       |     |
| 2     | DEF   | Diana Rodríguez    | 57' |
| 7     | MED   | Casandra Montero   |     |
| 16    | MED   | Victoria Acevedo   | 63' |
| 11    | MED   | Anette Vázquez     | 45' |
| 13    | DEL   | Joseline Montoya   |     |
| 8     | DEL   | Carolina Jaramillo |     |
| 24    | DEL   | Alicia Cervantes   |     |
| D. T. | D. T. | Juan Pablo Alfaro  |     |

| 1     | POR   | Estefanny Barreras |     |
| 17    | DEF   | Yanin Madrid       | 83' |
| 34    | DEF   | Karen Díaz         |     |
| 4     | DEF   | Mónica Alvarado    |     |
| 20    | DEF   | Sumiko Gutiérrez   |     |
| 6     | MED   | Karla Nieto        |     |
| 28    | MED   | Ruth Bravo         | 90' |
| 10    | MED   | Mónica Ocampo      |     |
| 7     | MED   | Lizbeth Ángeles    | 83' |
| 30    | DEL   | Viridiana Salazar  |     |
| 9     | DEL   | Charlyn Corral     |     |
| D. T. | D. T. | Juan Carlos Cacho  |     |

| 9  | Delantero      | Gabriela Valenzuela | 45' |
| 3  | Defensa        | Damaris Godínez     | 57' |
| 18 | Centrocampista | Susan Bejarano      | 63' |

| 14 | Defensa   | Daniela Arias | 83' |
| 26 | Delantero | Alice Soto    | 83' |
| 19 | Delantero | Lucero Cuevas | 90' |

| 61' | Lizbeth Ángeles | 0:1 |

| 90+4' | Alicia Cervantes |

| 22' | Karen Díaz |

| Principal  | Francia María González Martínez      |
| Asistentes | Yudilia Carolina Briones Covarrubias |
|            | Karla Angélica Flores Ortega         |
| Cuarto     | Karen Hernández Andrade              |

|                   |   |   |
| Tiros a puerta    | 0 | 1 |
| Faltas            | 3 | 3 |
| Saques de esquina | 4 | 1 |
| Penaltis          | 0 | 1 |

| Alineación inicial |

| 12    | POR   | Blanca Félix       |     |
| 27    | DEF   | Kinberly Guzmán    |     |
| 26    | DEF   | Angélica Torres    |     |
| 5     | DEF   | Karol Bernal       |     |
| 2     | DEF   | Diana Rodríguez    | 57' |
| 7     | MED   | Casandra Montero   |     |
| 16    | MED   | Victoria Acevedo   | 63' |
| 11    | MED   | Anette Vázquez     | 45' |
| 13    | DEL   | Joseline Montoya   |     |
| 8     | DEL   | Carolina Jaramillo |     |
| 24    | DEL   | Alicia Cervantes   |     |
| D. T. | D. T. | Juan Pablo Alfaro  |     |

| 1     | POR   | Estefanny Barreras |     |
| 17    | DEF   | Yanin Madrid       | 83' |
| 34    | DEF   | Karen Díaz         |     |
| 4     | DEF   | Mónica Alvarado    |     |
| 20    | DEF   | Sumiko Gutiérrez   |     |
| 6     | MED   | Karla Nieto        |     |
| 28    | MED   | Ruth Bravo         | 90' |
| 10    | MED   | Mónica Ocampo      |     |
| 7     | MED   | Lizbeth Ángeles    | 83' |
| 30    | DEL   | Viridiana Salazar  |     |
| 9     | DEL   | Charlyn Corral     |     |
| D. T. | D. T. | Juan Carlos Cacho  |     |

| 9  | Delantero      | Gabriela Valenzuela | 45' |
| 3  | Defensa        | Damaris Godínez     | 57' |
| 18 | Centrocampista | Susan Bejarano      | 63' |

| 14 | Defensa   | Daniela Arias | 83' |
| 26 | Delantero | Alice Soto    | 83' |
| 19 | Delantero | Lucero Cuevas | 90' |

| 61' | Lizbeth Ángeles | 0:1 |

| 90+4' | Alicia Cervantes |

| 22' | Karen Díaz |

| Principal  | Francia María González Martínez      |
| Asistentes | Yudilia Carolina Briones Covarrubias |
|            | Karla Angélica Flores Ortega         |
| Cuarto     | Karen Hernández Andrade              |

|                   |   |   |
| Tiros a puerta    | 0 | 1 |
| Faltas            | 3 | 3 |
| Saques de esquina | 4 | 1 |
| Penaltis          | 0 | 1 |

| Alineación inicial |

| 12    | POR   | Blanca Félix       |     |
| 27    | DEF   | Kinberly Guzmán    |     |
| 26    | DEF   | Angélica Torres    |     |
| 5     | DEF   | Karol Bernal       |     |
| 2     | DEF   | Diana Rodríguez    | 57' |
| 7     | MED   | Casandra Montero   |     |
| 16    | MED   | Victoria Acevedo   | 63' |
| 11    | MED   | Anette Vázquez     | 45' |
| 13    | DEL   | Joseline Montoya   |     |
| 8     | DEL   | Carolina Jaramillo |     |
| 24    | DEL   | Alicia Cervantes   |     |
| D. T. | D. T. | Juan Pablo Alfaro  |     |

| 1     | POR   | Estefanny Barreras |     |
| 17    | DEF   | Yanin Madrid       | 83' |
| 34    | DEF   | Karen Díaz         |     |
| 4     | DEF   | Mónica Alvarado    |     |
| 20    | DEF   | Sumiko Gutiérrez   |     |
| 6     | MED   | Karla Nieto        |     |
| 28    | MED   | Ruth Bravo         | 90' |
| 10    | MED   | Mónica Ocampo      |     |
| 7     | MED   | Lizbeth Ángeles    | 83' |
| 30    | DEL   | Viridiana Salazar  |     |
| 9     | DEL   | Charlyn Corral     |     |
| D. T. | D. T. | Juan Carlos Cacho  |     |

| 9  | Delantero      | Gabriela Valenzuela | 45' |
| 3  | Defensa        | Damaris Godínez     | 57' |
| 18 | Centrocampista | Susan Bejarano      | 63' |

| 14 | Defensa   | Daniela Arias | 83' |
| 26 | Delantero | Alice Soto    | 83' |
| 19 | Delantero | Lucero Cuevas | 90' |

| 61' | Lizbeth Ángeles | 0:1 |

| 90+4' | Alicia Cervantes |

| 22' | Karen Díaz |

| Principal  | Francia María González Martínez      |
| Asistentes | Yudilia Carolina Briones Covarrubias |
|            | Karla Angélica Flores Ortega         |
| Cuarto     | Karen Hernández Andrade              |

|                   |   |   |
| Tiros a puerta    | 0 | 1 |
| Faltas            | 3 | 3 |
| Saques de esquina | 4 | 1 |
| Penaltis          | 0 | 1 |

| Alineación inicial |

| Campeonas Grita México Clausura 2022 |
| ------------------------------------ |
|                                      |
| Guadalajara                          |
| 2° título                            |

## Estadísticas

### Clasificación juego limpio
- Datos según la página oficial.
- Fecha de actualización: 3 de mayo de 2022

| Lugar                                | Club                                 |          |          |          | Puntos   |
| ------------------------------------ | ------------------------------------ | -------- | -------- | -------- | -------- |
| 1                                    | Mazatlán                             | 17       | 0        | 0        | 17       |
| 2                                    | Puebla                               | 21       | 0        | 0        | 21       |
| 3                                    | Guadalajara                          | 22       | 0        | 0        | 22       |
| 4                                    | Tigres                               | 20       | 0        | 1        | 23       |
| 5                                    | América                              | 20       | 1        | 1        | 26       |
| 6                                    | Pachuca                              | 26       | 0        | 0        | 23       |
| 7                                    | UNAM                                 | 26       | 0        | 0        | 26       |
| 8                                    | Tijuana                              | 23       | 0        | 2        | 29       |
| 9                                    | Necaxa                               | 24       | 1        | 1        | 30       |
| 10                                   | Monterrey                            | 25       | 2        | 0        | 31       |
| 11                                   | Juárez                               | 27       | 1        | 1        | 33       |
| 12                                   | Atlas                                | 34       | 0        | 0        | 34       |
| 13                                   | Cruz Azul                            | 29       | 2        | 1        | 38       |
| 14                                   | Santos                               | 30       | 2        | 1        | 39       |
| 15                                   | Atlético de San Luis                 | 31       | 1        | 2        | 40       |
| 16                                   | Toluca                               | 34       | 2        | 1        | 43       |
| 17                                   | Querétaro                            | 35       | 2        | 2        | 47       |
| 18                                   | León                                 | 38       | 1        | 2        | 47       |
| Primera Tarjeta Amarilla             | Primera Tarjeta Amarilla             | 1 punto  | 1 punto  | 1 punto  | 1 punto  |
| Segunda Tarjeta Amarilla y Expulsión | Segunda Tarjeta Amarilla y Expulsión | 3 puntos | 3 puntos | 3 puntos | 3 puntos |
| Tarjeta Roja Directa                 | Tarjeta Roja Directa                 | 3 puntos | 3 puntos | 3 puntos | 3 puntos |

En caso de empate, la tabla general de posiciones es el principal criterio para desempatar.

### Porterías en Blanco
| Posición | Jugadora              | Club        | Porterías en Blanco | Partidos | Min. |
| -------- | --------------------- | ----------- | ------------------- | -------- | ---- |
| 1º       | Blanca Félix          | Guadalajara | 10                  | 11       | 990  |
| 2º       | Melany Villeda        | UNAM        | 7                   | 16       | 1440 |
| 3º       | / Renata Masciarelli  | América     | 6                   | 15       | 1350 |
| =        | Cecilia Santiago      | Tigres      | 6                   | 13       | 1080 |
| 5º       | Alejandría Godínez    | Monterrey   | 5                   | 11       | 945  |
| =        | / Esthefanny Barreras | Pachuca     | 5                   | 14       | 1260 |
| 7º       | Vanessa Córdoba       | Querétaro   | 4                   | 13       | 1170 |

### Máximas goleadoras
Lista con los máximas goleadoras del torneo.
- Datos según la página oficial.

 Fecha de actualización: 3 de mayo de 2022
| Posición | Jugadora          | Club        | Goles | Min. | Frec.      |
| -------- | ----------------- | ----------- | ----- | ---- | ---------- |
| 1º       | Alicia Cervantes  | Guadalajara | 14    | 1090 | 77.86 min  |
| 2º       | Charlyn Corral    | Pachuca     | 13    | 1444 | 111.08 min |
| 3º       | Scarlett Camberos | América     | 11    | 1214 | 110.36 min |
| =        | Stephany Mayor    | Tigres      | 11    | 1368 | 124.36 min |
| 5º       | Uchenna Kanu      | Tigres      | 10    | 1135 | 113.50 min |
| 6º       | Desirée Monsiváis | Monterrey   | 9     | 958  | 106.44 min |
| =        | Katty Martínez    | América     | 9     | 1245 | 138.33 min |
| =        | Adriana Iturbide  | Atlas       | 9     | 1255 | 139.44 min |
| =        | Destinney Durón   | Toluca      | 9     | 1322 | 146.89 min |
| =        | Daniela Calderón  | León        | 9     | 1454 | 161.56 min |

#### Tripletes o más
| Jugadora          | Club        | Local     | Resultado | Visita      | Goles           | Fecha                 | Jornada    |
| ----------------- | ----------- | --------- | --------- | ----------- | --------------- | --------------------- | ---------- |
| Alicia Cervantes  | Guadalajara | Necaxa    | 0 – 3     | Guadalajara | 14' 26', 39'    | 28 de enero de 2022   | Jornada 4  |
| Uchenna Kanu      | Tigres      | Tigres    | 5 – 1     | Atlas       | 34', 36', 61'   | 28 de enero de 2022   | Jornada 4  |
| Daniela Calderón  | León        | León      | 4 – 2     | Querétaro   | 43', 76', 90+2' | 31 de enero de 2022   | Jornada 5  |
| Scarlett Camberos | América     | León      | 1 – 4     | América     | 57', 73', 77'   | 10 de febrero de 2022 | Jornada 7  |
| Desirée Monsiváis | Monterrey   | Monterrey | 5 – 1     | Atlas       | 73' 82' 84'     | 28 de febrero de 2022 | Jornada 8  |
| Stephany Mayor    | Tigres      | Tigres    | 6 – 0     | León        | 16', 31', 42'   | 21 de marzo de 2022   | Jornada 12 |
| Uchenna Kanu      | Tigres      | Tigres    | 4 – 1     | Santos      | 11', 49', 62'   | 18 de abril de 2022   | Jornada 15 |

### Asistencia
Lista con la asistencia de los partidos y equipos Liga MX Femenil.
 Fecha de actualización: 3 de mayo de 2022

#### Por equipo
En los promedios solamente se cuentan los partidos que contaron con asistencia de público. El porcentaje de ocupación media está calculado con base en la capacidad total del estadio, pese a que no se está utilizando el aforo completo debido a restricciones derivadas de la pandemia de COVID-19.
| Pos                | Equipo               | Total   | Media | Más alta | Más baja | % de Ocupación media |
| ------------------ | -------------------- | ------- | ----- | -------- | -------- | -------------------- |
| 1                  | Monterrey            | 58,523  | 6,503 | 31,098   | 374      | 14.23%               |
| 2                  | Tigres               | 44,727  | 5,591 | 13,181   | 1,978    | 13.35%               |
| 3                  | América              | 20,711  | 2,589 | 9,805    | 500      | 6.23%                |
| 4                  | Pachuca              | 13,707  | 1,713 | 4,853    | 322      | 6.61%                |
| 5                  | Toluca               | 14,158  | 1,573 | 5,166    | 553      | 6.11%                |
| 6                  | UNAM                 | 12,218  | 1,527 | 2,610    | 616      | 2.61%                |
| 7                  | Tijuana              | 11,317  | 1,257 | 4,633    | 333      | 4.81%                |
| 8                  | Puebla               | 7,114   | 889   | 3,053    | 440      | 1.88%                |
| 9                  | Mazatlán             | 7,295   | 811   | 1,555    | 595      | 4.01%                |
| 10                 | Atlético de San Luis | 7,272   | 808   | 2,307    | 448      | 4.04%                |
| 11                 | León                 | 7,052   | 784   | 2,789    | 125      | 2.82%                |
| 12                 | Juárez               | 6,061   | 758   | 1,675    | 50       | 4.39%                |
| 13                 | Querétaro            | 4,851   | 606   | 1,732    | 550      | 26.36%               |
| 14                 | Santos               | 4,582   | 509   | 1,370    | 147      | 1.75%                |
| 15                 | Necaxa               | 4,022   | 503   | 1,436    | 358      | 2.81%                |
| 16                 | Guadalajara          | 3,361   | 420   | 1,274    | 68       | 1.03%                |
| 17                 | Atlas                | 3,060   | 340   | 1,476    | 72       | 0.62%                |
| 18                 | Cruz Azul            | 725     | 81    | 183      | 45       | 30.21%               |
| Totales del Torneo | Totales del Torneo   | 230,756 | 1,376 | 31,098   | 45       | 7.44%                |

#### Por jornada
El listado excluye los partidos que fueron disputados a puerta cerrada.
| Asistencia por jornada | Asistencia por jornada | Asistencia por jornada | Asistencia por jornada | Asistencia por jornada                     | Asistencia por jornada             | Asistencia por jornada |
| Jornada                | Asistencia total       | Promedio               | % de ocupación         | Partido mayor asistencia                   | Partido menor asistencia           |                        |
| ---------------------- | ---------------------- | ---------------------- | ---------------------- | ------------------------------------------ | ---------------------------------- | ---------------------- |
| 1                      | 13,147                 | 1,461                  | 3.71%                  | Monterrey vs. Querétaro (3,577)            | Puebla vs. Toluca (506)            |                        |
| 2                      | 11,553                 | 1,284                  | 3.62%                  | Tigres UANL vs. Guadalajara (4,685)        | Atlas vs. Mazatlán (117)           |                        |
| 3                      | 8,727                  | 970                    | 3.18%                  | América vs. Monterrey (3,180)              | Atlas vs. Santos Laguna (117)      |                        |
| 4                      | 5,662                  | 629                    | 2.75%                  | Tigres UANL vs. Atlas (1,978)              | León vs. Tijuana (222)             |                        |
| 5                      | 6,171                  | 686                    | 2.33%                  | Tijuana vs. Tigres UANL (1,733)            | León vs. Querétaro (125)           |                        |
| 6                      | 10,738                 | 1,193                  | 5.30%                  | Monterrey vs. UNAM (3,058)                 | Santos Laguna vs. León (319)       |                        |
| 7                      | 12,306                 | 1,367                  | 3.98%                  | Tigres UANL vs. Puebla (3,661)             | Guadalajara vs. Santos Laguna (68) |                        |
| 8                      | 14,150                 | 1,572                  | 6.28%                  | Pachuca vs. Tigres UANL (4,853)            | Cruz Azul vs. Tijuana (45)         |                        |
| 9                      | 14,143                 | 1,571                  | 4.24%                  | Tigres UANL vs. Querétaro (6,522)          | Atlas vs. Tijuana (338)            |                        |
| 10                     | 17,553                 | 1,950                  | 6.31%                  | América vs. Guadalajara (9,805)            | Cruz Azul vs. Santos Laguna (123)  |                        |
| 11                     | 12,338                 | 1,371                  | 5.40%                  | Monterrey vs. Atlético de San Luis (5,013) | Guadalajara vs. Tijuana (80)       |                        |
| 12                     | 14,527                 | 1,614                  | 6.02%                  | Tigres UANL vs. León (6,522)               | Cruz Azul vs. Pachuca (133)        |                        |
| 13                     | 8,487                  | 943                    | 4.18%                  | Puebla vs. América (3,053)                 | Cruz Azul vs. Atlas (116)          |                        |
| 14                     | 11,462                 | 1,274                  | 4.23%                  | Monterrey vs. Pachuca (6,142)              | Santos Laguna vs. Puebla (147)     |                        |
| 15                     | 12,038                 | 1,338                  | 5.02%                  | Tijuana vs. América (4,633)                | Juárez vs. Querétaro (50)          |                        |
| 16                     | 39,451                 | 4,383                  | 11.26%                 | Monterrey vs. Tigres UANL (31,098)         | León vs. Toluca (383)              |                        |
| 17                     | 18,303                 | 2,034                  | 6.63%                  | Tigres UANL vs. América (13,181)           | Atlas vs. León (72)                |                        |
| Total                  | 230,756                | 1,508                  | 7.44%                  | Monterrey vs. Tigres UANL (31,098)         | Cruz Azul vs. Tijuana (45)         |                        |